# Ngân hàng thương mại cổ phần Việt Á

Ngân hàng thương mại cổ phần Việt Á (tên tắt trong giao dịch: VAB) là một ngân hàng thương mại cổ phần của Việt Nam. VAB được thành lập vào năm 2003 trên cơ sở hợp nhất hai tổ chức tín dụng Công ty tài chánh cổ phần Sài Gòn (SFC) và Ngân hàng thương mại cổ phần nông thôn Đà Nẵng (DANABANK).